# جون غيرارد فلين
جون غيرارد فلين (بالإنجليزية: John Gerrard Flynn)‏ هو دبلوماسي بريطاني، ولد في 23 أبريل 1937.